# Движение за освобождение народа Центральной Африки
Движение за освобождение народа Центральной Африки или Движение за освобождение центральноафриканского народа (фр. Mouvement pour la Libération du Peuple Centrafricain, MLPC) — левоцентристская политическая партия Центральноафриканской Республики. Является членом-наблюдателем Социалистического Интернационала (с 2008 года) и членом Прогрессивного альянса.

## История
Партия была основана 28 марта 1978 года в Париже бывшим премьер-министром Анж-Феликсом Патассе как центральноафриканское оппозиционное движение. На фоне недовольства репрессивной политикой и невыплатой заработной платы в бюджетном секторе 22 февраля 1979 года, на годовщину со дня рождения императора Жана-Беделя Бокассы, группа из пяти активистов создала организацию в самой Центральной Африке. Во время существования Центральноафриканской империи она действовала в подполье. После переворота и восстановления республики партия призывала заменить самопровозглашённого президента Давида Дако национальным советом, призванным создать «временное правительство национального единства».
В начале 1990-х годов после восстановления многопартийности MLPC успешно участвовала во всеобщих выборах в Центральноафриканской республике (1993): на выборах в парламент она заняла первое место с 34 из 85 мест, а на выборах президента Анж-Феликс Патассе из Движения за освобождение народа Центральной Африки победил во втором туре (53,49 %) лидера «Патриотического фронта за прогресс» Абеля Гумбу. Таким образом, он стал первым президентом ЦАР, избранным путём демократических выборов.
На парламентских выборах 1998 года партия сохранила крупнейшую фракцию, получив 47 из 109 мест, однако оппозиционный Патассе альянс Союз сил за мир (UFAP) завоевал парламентское большинство с 55 представителями. Тем не менее, MLPC удалось сформировать правительство после перехода на её сторону оппозиционного депутата. Президент Патассе смог победить уже в первом туре выборов 1999 года с 51 % голосов, однако затем был свергнут в ходе переворота Франсуа Бозизе в 2003 году.
На всеобщих выборах в 2005 году партия заняла второе место (35,4 % и 11 депутатских мандатов) после провластной коалиции «Ква На Ква». Находящийся в изгнании Патассе попытался выставить свою кандидатуру на президентских выборах, в чём ему было отказано властями, и от MLPC шёл Мартен Зигеле, проигравший лидеру переворота Бозизе во втором туре. На всеобщих выборах в Центральноафриканской Республике (2011) лидер партии занял третье место (6,8 %).
На внеочередном съезде в июне 2006 года Зигеле возглавил MLPC, а Патассе был исключён из партии сроком на год. Через год, 21-23 июня 2007 года, а очередном третьем съезде MLPC Зигеле был переизбран президентом (председателем) на следующие три года, приостановка членства Патассе продлена, к тому же из партии был изгнан ещё ряд деятелей, включая бывшего спикера парламента Люка Аполлинера Дондона Конамамбайе.